# Campionatul Mondial de Atletism din 2023 - 20 km marș (masculin)
Proba masculină de 20 km marș de la Campionatul Mondial de Atletism din 2023 a avut loc pe 19 august 2023 la Budapesta, Ungaria.

## Program
Ora este ora Ungariei (UTC+1)
| Dată      | Oră   | Etapă  |
| --------- | ----- | ------ |
| 19 august | 08:50 | Finala |

## Rezultate

### Finala
Cursa a început la ora 10:50.
| Loc | Nume                             | Țară       | Timp    | Note |
| --- | -------------------------------- | ---------- | ------- | ---- |
| 1   | Alvaro Martín                    | Spania     | 1:17:32 |      |
| 2   | Perseus Karlström                | Suedia     | 1:17:39 | RN   |
| 3   | Caio Bonfim                      | Brazilia   | 1:17:47 | RN   |
| 4   | Evan Dunfee                      | Canada     | 1:18:03 | RN   |
| 5   | Christopher Linke                | Germania   | 1:18:12 | PB   |
| 6   | Veli-Matti Partanen              | Finlanda   | 1:18:22 | RN   |
| 7   | Brian Pintado                    | Ecuador    | 1:18:26 | PB   |
| 8   | Declan Tingay                    | Australia  | 1:18:30 | PB   |
| 9   | Samuel Gathimba                  | Kenya      | 1:18:34 | SB   |
| 10  | Gabriel Bordier                  | Franța     | 1:18:59 | PB   |
| 11  | Francesco Fortunato              | Italia     | 1:19:01 |      |
| 12  | Yuta Koga                        | Japonia    | 1:19:02 | SB   |
| 13  | Alberto Amezcua                  | Spania     | 1:19:28 | PB   |
| 14  | Rhydian Cowley                   | Australia  | 1:19:31 |      |
| 15  | Koki Ikeda                       | Japonia    | 1:19:44 |      |
| 16  | Salih Korkmaz                    | Turcia     | 1:19:49 | SB   |
| 17  | César Augusto Rodríguez          | Peru       | 1:19:52 | RN   |
| 18  | Andres Olivas                    | Mexic      | 1:19:55 | SB   |
| 19  | David Hurtado                    | Ecuador    | 1:20:07 |      |
| 20  | Jordy Jiménez                    | Ecuador    | 1:20:08 | PB   |
| 21  | Eiki Takahashi                   | Japonia    | 1:20:25 |      |
| 22  | Luis Henry Campos                | Peru       | 1:20:56 | PB   |
| 23  | Máté Helebrandt                  | Ungaria    | 1:21:16 | PB   |
| 24  | Toshikazu Yamanishi              | Japonia    | 1:21:39 |      |
| 25  | Noel Chama                       | Mexic      | 1:21:51 |      |
| 26  | Eider Arévalo                    | Columbia   | 1:21:55 |      |
| 27  | Vikash Singh                     | India      | 1:21:58 |      |
| 28  | Serhii Svitlychnyi               | Ucraina    | 1:22:28 | SB   |
| 29  | Zhang Jun                        | China      | 1:23:13 |      |
| 30  | Andrea Cosi                      | Italia     | 1:23:28 |      |
| 31  | José Alejandro Barrondo          | Guatemala  | 1:23:33 |      |
| 32  | José Doctor                      | Mexic      | 1:23:35 |      |
| 33  | João Vieira                      | Portugalia | 1:23:37 |      |
| 34  | Dominik Černý                    | Slovacia   | 1:23:42 | PB   |
| 35  | Paramjeet Singh Bisht            | India      | 1:24:02 |      |
| 36  | Max Batista Goncalves dos Santos | Brazilia   | 1:24:10 | PB   |
| 37  | Wang Zhaozhao                    | China      | 1:24:23 |      |
| 38  | Alexandros Papamichail           | Grecia     | 1:24:26 | SB   |
| 39  | Diego García                     | Spania     | 1:25:12 |      |
| 40  | Kyle Swan                        | Australia  | 1:26:02 |      |
| 41  | Nick Christie                    | SUA        | 1:26:21 | SB   |
| 42  | José Eduardo Ortiz               | Guatemala  | 1:26:29 |      |
| 43  | Jerry Jokinen                    | Finlanda   | 1:26:54 |      |
| 44  | Niu Wenchao                      | China      | 1:27:26 |      |
| 45  | Juan Manuel Cano                 | Argentina  | 1:27:29 |      |
| 46  | César Herrera                    | Columbia   | 1:27:47 |      |
| 47  | Akashdeep Singh                  | India      | 1:31:12 |      |
| 44  | David Kenny                      | Irlanda    | NT      | NT   |
| 44  | Massimo Stano                    | Italia     | NT      | NT   |
| 44  | Marius Žiūkas                    | Lituania   | DS      | DS   |